# Karl-Heinz Tritschler
Karl-Heinz Tritschler, né le 16 septembre 1949, est un ancien arbitre allemand de football.

## Carrière
Il a officié dans des compétitions majeures : 
- Coupe du monde de football des moins de 16 ans 1985 (2 matchs)
- JO 1988 (1 match)
- Coupe d'Allemagne de football 1988-1989 (finale)
- Coupe des clubs champions européens 1988-1989 (finale)